# Emina
L'emina è una molecola derivata dall'emoglobina (è una molecola di metaemoglobina (Fe3+) a cui è legato uno ione Cl-) che ha un effetto inibitorio sull’enzima delta-aminolevulinico sintetasi, fondamentale per la sintesi delle porfirine, causato dal feedback negativo dovuto all’aumento dell’eme. Questo provoca una diminuzione della sintesi di porfirine e precursori tossici dell’eme. Viene utilizzata per trattare un gruppo di rare malattie genetiche del sangue (chiamate porfiria) che influiscono sugli apparati digerente e circolatorio e sul sistema nervoso.